# Vladislav Listyev
Vladislav Lístyev (en cirílico, Владисла́в Ли́стьев) (Moscú, 10 de mayo de 1956 - ib., 1 de marzo de 1995) fue un periodista, productor y presentador de televisión ruso. 
Considerado uno de los presentadores de mayor éxito tanto en los últimos años de la Unión Soviética como en los primeros de la Federación de Rusia, se convirtió en uno de los rostros públicos más respetados del país. En 1995 fue nombrado primer presidente de la nueva Televisión Pública (ORT) y ejerció el cargo dos meses, hasta que fue asesinado en circunstancias no esclarecidas.

## Biografía
Lístyev nació en Moscú y cursó estudios superiores en una escuela deportiva, en la que ingresó como un prometedor atleta de medio fondo. Llegó a participar en las fases clasificatorias para el equipo soviético de los Juegos Olímpicos de 1980 pero no entró en el combinado nacional. Tras finalizar su carrera, trabajó de preparador en una escuela del club deportivo Spartak.
La separación de su primera esposa le llevó a dar un giro a su carrera profesional, ingresandoen la facultad de periodismo de la Universidad Estatal de Moscú. Tras graduarse, consiguió un trabajo de editor en el Comité Estatal de Televisión y Radio de la Unión Soviética (Gosteleradio). En 1987 se le ofreció presentar Vzglyad («La mirada»), un programa de entrevistas y reportajes que abordó temas hasta entonces tabú en la sociedad soviética, con un estilo más dinámico e informal de lo acostumbrado. A raíz de su éxito, en 1990 montó junto a otros compañeros la productora Vzglyad i Drugiye (VID), responsable de varias adaptaciones de formatos internacionales e informativos muy populares en la transición a la democracia.
La popularidad de Lístyev le había convertido en uno de los periodistas más respetados y con mayor credibilidad en los medios de comunicación de Rusia. El 25 de enero de 1995 fue nombrado director general de la nueva Televisión Pública Rusa (ORT), un canal estatal con participación de accionistas privados. El Gobierno le encargó cambios drásticos en la gestión del servicio y su reforma más importante fue la centralización de la venta de publicidad para que el ente percibiese todos los ingresos, algo que hasta entonces no ocurría por la corrupción existente. También se encargó de buscar nuevos inversores privados para reducir el poder del máximo accionista, Borís Berezovski.

### Muerte
El 1 de marzo de 1995, cuando Lístyev entró en su bloque de apartamentos sobre las nueve de la noche, fue abordado por un pistolero que le disparó en el brazo y en la cabeza, siendo este último mortal. La policía no pudo detener a los asaltantes pero apuntó a que el asesinato podía haber sido ordenado por otra persona, pues al cadáver no le habían robado objetos. La pista más probable era un ajuste de cuentas de mafiosos por el control sobre el mercado publicitario que quiso establecer.
El asesinato conmocionó al país. Al día siguiente, la gran mayoría de televisiones clausuraron su emisión durante un día en señal de luto. La ORT puso una foto del periodista sobre un fondo negro, con la frase «Vladislav Lístyev ha sido asesinado». El presidente Borís Yeltsin y el primer ministro Víktor Chernomyrdin condenaron el crimen. A su entierro en el cementerio Vagánkovo asistieron decenas de miles de personas. A pesar de que la policía investigó el crimen y llegó a entrevistar a múltiples sospechosos, no encontró ninguna pista de los asesinos. El caso se cerró en abril de 2009 por falta de pruebas.